# Болничка соба
„Болничка соба“ је југословенски ТВ филм из 1965. године. Режирао га је Здравко Шотра, а сценарио је писао Александар Обреновић.

## Улоге
| Глумац           | Улога |
| ---------------- | ----- |
| Петар Банићевић  |       |
| Татјана Бељакова |       |
| Вера Чукић       |       |
| Оливера Марковић |       |
| Васа Пантелић    |       |
| Слободан Перовић |       |
| Љубиша Самарџић  |       |
| Јовиша Војиновић |       |
| Стево Жигон      |       |
| Татјана Бељакова |       |